# IX Premis Cinematogràfics José María Forqué
La cerimònia dels IX Premis Cinematogràfics José María Forqué es va celebrar al Teatro Real de Madrid el 21 d'abril de 2004. Es tracta d'uns guardons atorgats anualment des de 1996 per l'EGEDA com a reconeixement a les millors produccions cinematogràfiques espanyoles pels seus valors tècnics i artístics produïdes entre l'1 de gener i el 31 de desembre de 2003.
La gala fou presentada per Verónica Forqué i Antonio Resines i gaudí de l'actuació del grup de jazz del saxofonista Jorge Pardo. Hi van assistir la ministra de cultura Carmen Calvo, acompanyada per José María Otero, Director General de l'ICAA; Mercedes Sampietro, Presidenta de l'Acadèmia de les Arts i les Ciències Cinematogràfiques d'Espanya; Juan Menor, Director General de Televisió Espanyola; Pedro Pérez, President de FAPAE i Enrique Cerezo, President d'EGEDA.

## Nominacions i premis
Els nominats i guanyadors d'aquesta edició foren: 
| Millor pel·lícula                                                                             | Millor documental o animació                            |
| --------------------------------------------------------------------------------------------- | ------------------------------------------------------- |
| - Te doy mis ojos - Soldados de Salamina - El oro de Moscú - My Life Without Me - A la ciutat | - Euskal pilota. Larrua harriaren kontra de Julio Medem |
| Medalla d'honor                                                                               |                                                         |
| Elías Querejeta                                                                               |                                                         |